# Chetverikov TA-1
El Chetverikov TA-1 fue un avión anfibio utilitario construido en la Unión Soviética a finales de los años 1940. Fue el último aparato realizado por la (OKB) nº 458 Chetverikov.

## Desarrollo
El TA-1 era un avión utilitario, con una capacidad de diez plazas. De construcción enteramente metálica, estaba motorizado por dos Shvetsov ASh-21 radiales instalados en las alas, arriostradas de implantación alta. Se construyeron tres prototipos, y sus pruebas de vuelo empezaron en julio de 1947, resultando poco satisfactorias.
El segundo y tercer prototipos experimentaron modificaciones en las alas y reducciones en el peso, pero estos cambios no conllevaron mejoras en las prestaciones, y el proyecto fue abandonado.

## Especificaciones del tercer prototipo
Referencia datos: Enciclopedia Ilustrada de la Aviación

### Características generales
- Longitud: 14,00 m
- Envergadura: 17,8 m
- Superficie alar: 43,6 m²
- Peso vacío: 4.268 kg
- Peso máximo al despegue: 5.758 kg
- Planta motriz: 2× motor radial Shvetsov ASh-21.
  - Potencia: 700 cv cada uno.

### Rendimiento
- Velocidad nunca excedida (Vne): 330 km/h
- Alcance: 1.200 km
- Techo de vuelo: 5.900 m